# Nematocampa cuprina
Nematocampa cuprina là một loài bướm đêm trong họ Geometridae.